# Katedralen och basaren

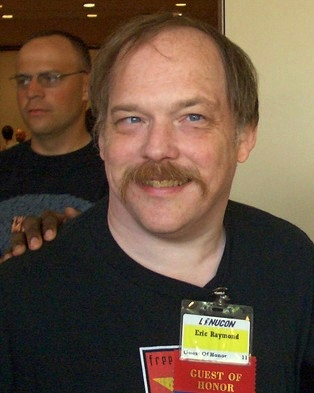
Eric Steven Raymond.

Katedralen och basaren (originaltitel The Cathedral and the Bazaar ofta förkortat CatB) är en essä av den amerikanska programmeraren Eric S. Raymond om metoder för programvaruutveckling. Verket är baserat på Raymonds studier av hur Linux-kärnan utvecklades och hans egna erfarenheter av att leda ett projekt med öppen källkod, fetchmail. Essän presenterades första gången vid Linux Kongress den 27 maj 1997 och publicerades som del av en bok under samma namn 1999. Essän betraktas allmänt som ett manifest för öppen-källkodsrörelsen.

## Tema
I essän ställs två olika utvecklingsmetodiker för fri mjukvara mot varandra. Den ena jämför Raymond med en katedral, i vilken källkoden är tillgänglig vid varje release av mjukvaran, men den kod som tagits fram mellan releaser enbart är tillgänglig för en begränsad grupp av programvaruutvecklare. Som exempel på projekt som använder sig av katedralmodellen ger han GNU Emacs och GCC. Den metod som står i kontrast mot katedralens liknas vid en basar, i vilken koden utvecklas över internet inför allmänhetens åsyn. Raymond ger Linus Torvalds, ledare för Linux-projektet, äran av att ha uppfunnit denna process. Han ger också anekdotiska beskrivningar av hur han har använt denna metod i arbetet med fetchmail-projektet.

### Tes
Essäns centrala tes är Raymonds påstående om att "om det finns tillräckligt med ögon, så är alla buggar lättlösta" ("given enough eyeballs, all bugs are shallow"); vilket han kallar för "Linus lag": om källkoden finns tillgänglig för allmänhetens uttestning, granskning och experiment så kommer buggarna att upptäckas snabbt. Som kontrast hävdar Raymond att i katedralmodellen krävs att en orimligt stor andel av tiden ägnas åt att leta efter buggar, eftersom enbart ett fåtal utvecklare har tillgång till en fungerande version av koden.

## Betydelse för programvaruutvecklingen
Essän bidrog till att övertyga de flesta existerande projekt inom öppen källkod och fri programvara att gå över till basarmodellen, antingen delvis eller fullt ut; inklusive GNU Emacs och GCC, samt de projekt som använts som exempel på katedralmodellen. Det var också den sista droppen som fick Netscape att göra koden för Netscape Communicator öppen, tillgänglig och fick dem att starta Mozillaprojektet.
Katedralmodellen är också den modell som vanligen används vid framtagning av proprietär programvara; med det ytterligare tillägget att i dessa fall görs inte källkoden tillgänglig ens vid releaser. Ofta används därför begreppet "Katedralen och basaren" för att ställa proprietär mjukvara i kontrast mot öppen källkod (Raymond har själv använt begreppen på detta sätt, till exempel i Halloween Documents). Originalessän behandlar dock enbart fri mjukvara, och nämner över huvud taget inte proprietär programvara.
Dessa begrepp har senare utvidgats till att beskriva projekt som inte direkt består i programvaruutveckling. Så kan till exempel Wikipedia beskrivas som ett basar-projekt, medan Nupedia och Encyclopædia Britannica är projekt enligt katedralmodellen.
När boken publicerades av O'Reilly 1999 blev det den första fullständiga bok som distribuerades kommersiellt under en öppen källdokumentslicens. 
Essän kritiserades i en artikel av Nikolai Bezroukov i oktober 1999 som Raymond svarade på och styrkte sin politiska ståndpunkt som liberterian. Bezroukov svarade i sin tur med ännu en artikel i slutet samma år.